# Katharina Kepler

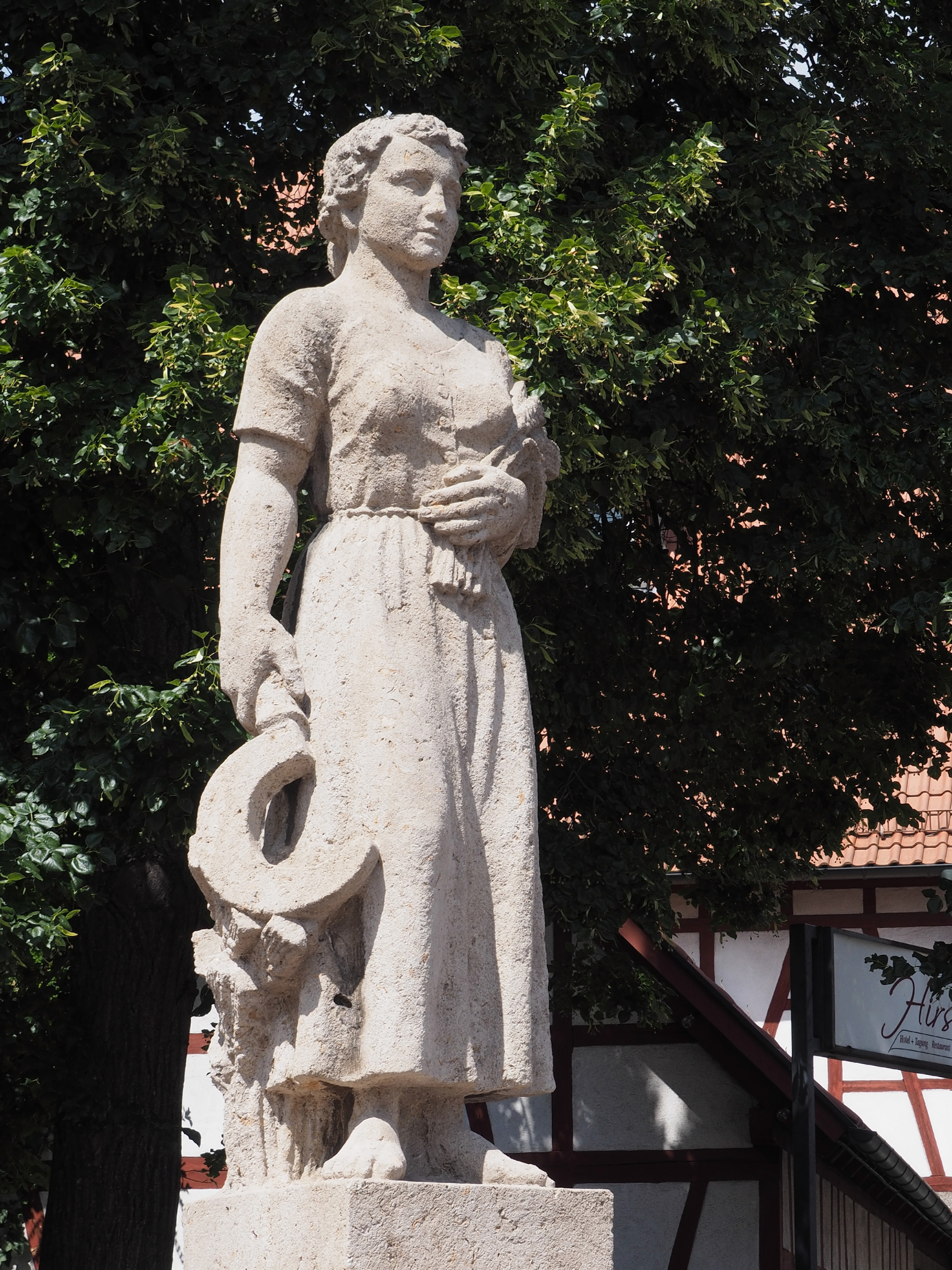
Figur einer Schnitterin von Jakob Wilhelm Fehrle am Dorfbrunnen im Leonberger Stadtteil Eltingen in Baden-Württemberg, 1937 Katharina Kepler gewidmet

Katharina Kepler (* 8. November 1547 in Eltingen bei Leonberg; † 13. April 1622 in Roßwälden) war die Mutter des kaiserlichen Astronomen Johannes Kepler. Sie wurde 1615 während einer Hexenverfolgung in einem der bekanntesten württembergischen Hexenprozesse angeklagt und nicht zuletzt durch die Bemühungen ihres bekannten Sohnes 1621 freigesprochen.

## Leben
Katharina Kepler, geborene Guldenmann, wuchs in Eltingen auf. Ihr Vater Melchior Guldenmann war Wirt und wurde Schultheiß des Ortes, als sie 20 Jahre alt war (bis 1587). Sie hatte eine Cousine, die in Weil der Stadt als „Hexe“ verbrannt wurde. Katharina wurde von ihren Eltern im lutherischen Glauben erzogen. Wegen der Krankheit der Mutter hatte sie keine leichte Kindheit. Sie arbeitete bis zu ihrer Ehe in der Gastwirtschaft ihrer Eltern.

### Ehe mit Heinrich Kepler
Sehr wahrscheinlich lernte sie dort ihren zukünftigen Ehemann, Heinrich Kepler kennen, den sie am 15. Mai 1571 heiratete. Sieben Monate nach der Hochzeit, am 27. Dezember, bekam sie ihr erstes Kind Johannes. Johannes Kepler ging davon aus, dass er ein Sieben-Monats-Kind war, doch gilt als wahrscheinlicher, dass seine Eltern heiraten mussten, weil Katharina Guldenmann schwanger war.
Die meisten Informationen zu den Charakteren von Katharina und Heinrich Kepler und ihrer Ehe stammen aus Johannes Keplers Autobiografie und seinem von ihm während seiner Studienzeit selbst erstellten Geburtshoroskop. Er beschrieb seine Mutter als „klein gewachsen, mager, ein dunkler Haupttyp“ und vom Wesen her als „scharfzüngig, reizbar und unangepasst.“ Seinen Vater charakterisierte er als „von gewissenloser, brutaler, reizbarer Art“. Zwischen den Eheleuten herrschte stets ein gespanntes Verhältnis. Katharina Kepler zog mit ihrem Mann zu seinen Eltern und unterstützte mit ihm zusammen das Geschäft ihrer Schwiegereltern. Diese lehnten sie jedoch ab; ihr Schwiegervater Sebald Kepler (1519–1596), ein starrköpfiger, jähzorniger Mann, war Bürgermeister in Weil der Stadt und erachtete sie als schlechte Partie für seinen Sohn. Ihre Schwiegermutter beschrieb Johannes Kepler als verlogen, neidisch, gehässig und nachtragend. Die Keplers waren eine stolze Familie, die angeblich von Kaiser Maximilian II. 1564 ein Familienwappen verliehen bekommen hatten.
Im Jahre 1574 lief Heinrich Kepler erstmals aus der angespannten Familienatmosphäre davon und wurde Söldner in den Spanischen Niederlanden. Er ließ seine Frau mit den beiden Kindern und dem Geschäft allein. Ein Jahr nach seiner Abwesenheit reiste Katharina Kepler ihm hinterher und holte ihn zurück. Das Paar ließ sich daraufhin in Leonberg nieder, wo sie ein Haus kauften. Zwei Jahre später erhielt die Familie das Bürgerrecht in Leonberg, welches Heinrich Kepler das Wahlrecht ermöglichte. Im Jahr 1579 musste das Paar ihr Haus in Leonberg verkaufen. Zusammen führten sie daraufhin eine Gaststube in Ellmendingen bis 1584. Nach fünfjähriger Abwesenheit kehrten sie zurück nach Leonberg.
In den folgenden Jahren war die Ehe der Keplers immer wieder von Konflikten geprägt. Heinrich Kepler wurde 1584 und 1587 vom Vogt für schlechtes Verhalten bestraft. Im Januar 1589 verließ Heinrich Kepler nach 18 Jahren Ehe endgültig seine Familie. Er soll bei Augsburg gestorben sein. Die zerstrittene Ehe wird ihr während des Hexenprozesses später negativ zugerechnet. Sie habe ihren Mann durch Zauberei „vom Haus vertrieben also daß selbiger endlich im Krieg erbärmlich sterben und verderben mußte.“ Die 42-jährige Katharina Kepler lebte 1589 zusammen mit ihren jüngeren Kindern Christoph und Margaretha. Insgesamt überlebten vier von den sieben Kindern, die sie geboren hatte: ihr Erstgeborener Johannes, Heinrich, Christoph, der später Zinngießer in Leonberg wurde, und ihre Tochter Margarete, die den Pfarrer von Heumaden heiratete. 1589 begann Johannes Kepler ein Theologiestudium an der Universität Tübingen, was ihm durch ein Stipendium und finanzielle Unterstützung durch Katharina Keplers Vater ermöglicht wurde.
Katharina Kepler erbte beim Tod ihres Mannes ein Haus sowie Felder und Wiesen. 1598 zog sie mit ihrer Familie in ein kleines Winzerhaus in Leonberg. Nach dem Tod ihres Vaters, der einige Jahre bei ihr gelebt hatte und von ihr gepflegt worden war (in seinem Testament bedankte er sich für die aufopferungsvolle fünfjährige Pflege), erbte Katharina Kepler Geld. Sie war dadurch als alleinerziehende Witwe finanziell unabhängig und konnte sich und ihre Kinder versorgen. Nach dem Auszug ihrer jüngsten Kinder lebte Katharina alleine in Leonberg. 1614 wurde sie als Steuern zahlende selbständige Bürgerin in der Steuerliste aufgeführt.

## Hexenprozess
Nach einem geschäftlichen Streit mit der Gattin eines Glasers, Ursula Reinbold, bezichtigte diese Katharina Kepler, ihr einen bitteren Trank gegeben zu haben, an dem sie erkrankt sei, und zeigte Katharina 1615 beim herzoglichen Untervogt des Amtes Leonberg mit einer Forderung nach Schadenersatz für erlittene Schmerzen an. Unterstützung in ihrer Anklage fand die Familie Reinbold bei mehreren benachbarten Familien. Christoph Kepler verklagte die Reinbolds daraufhin wegen Verleumdung, Johannes Kepler wollte seine Mutter zum Schutz nach Linz holen, diese folgte dem Angebot jedoch nicht. Johannes Kepler stellte fest, dass Katharinas Alter und ihre soziale Stellung der Leonberger Gesellschaft fremd vorkam, welches als Auslöser für die Anklage gesehen werden kann. Zudem war in Leonberg Aberglaube verbreitet und die Gesellschaft suchte nach Gründen und Ursachen für Unglück, Krisen und Krankheit.
Der Leonberger Vogt Lukas Einhorn erhob während seiner Amtszeit (1613–1629) gegen fünfzehn Frauen Anklage wegen Hexereiverdachts und ließ gegen acht von ihnen Todesurteile vollstrecken. Er handelte in Übereinstimmung mit der Leonberger Stadtobrigkeit und weiten Teilen der Bevölkerung. Sie forderten ein rigoroses Vorgehen gegen Hexen. Einhorn initiierte 1615 den Hexenprozess gegen Katharina Kepler, der 1620/21 in Leonberg und Güglingen stattfand.
Im Oktober 1616 ging sie zu einer Anhörung nach Stuttgart und streifte am Stadttor im Vorbeigehen die achtjährige Burga Haller am Arm. Das Kind schrie, die „Hexe“ habe ihr einen lähmenden Schlag versetzt, was ein Ertappen beim „Schadenzauber“ auf frischer Tat bedeutete. Katharina wurde sofort verhaftet und verhört, aber wieder freigelassen. Im März 1618 reichten die Reinbolds ihre Schadenersatzklage ein, in der sie 1000 Gulden für das Ursula durch den „Hexentrank“ zugefügte Leiden zuzüglich Erstattung der Gerichtskosten forderten. Die Constitutio Criminalis Carolina von 1532 stellte die Zauberei nur unter Strafe, sofern durch sie (Personen-)Schaden entstanden war. Johannes Kepler kümmerte sich um die Verteidigung seiner Mutter.

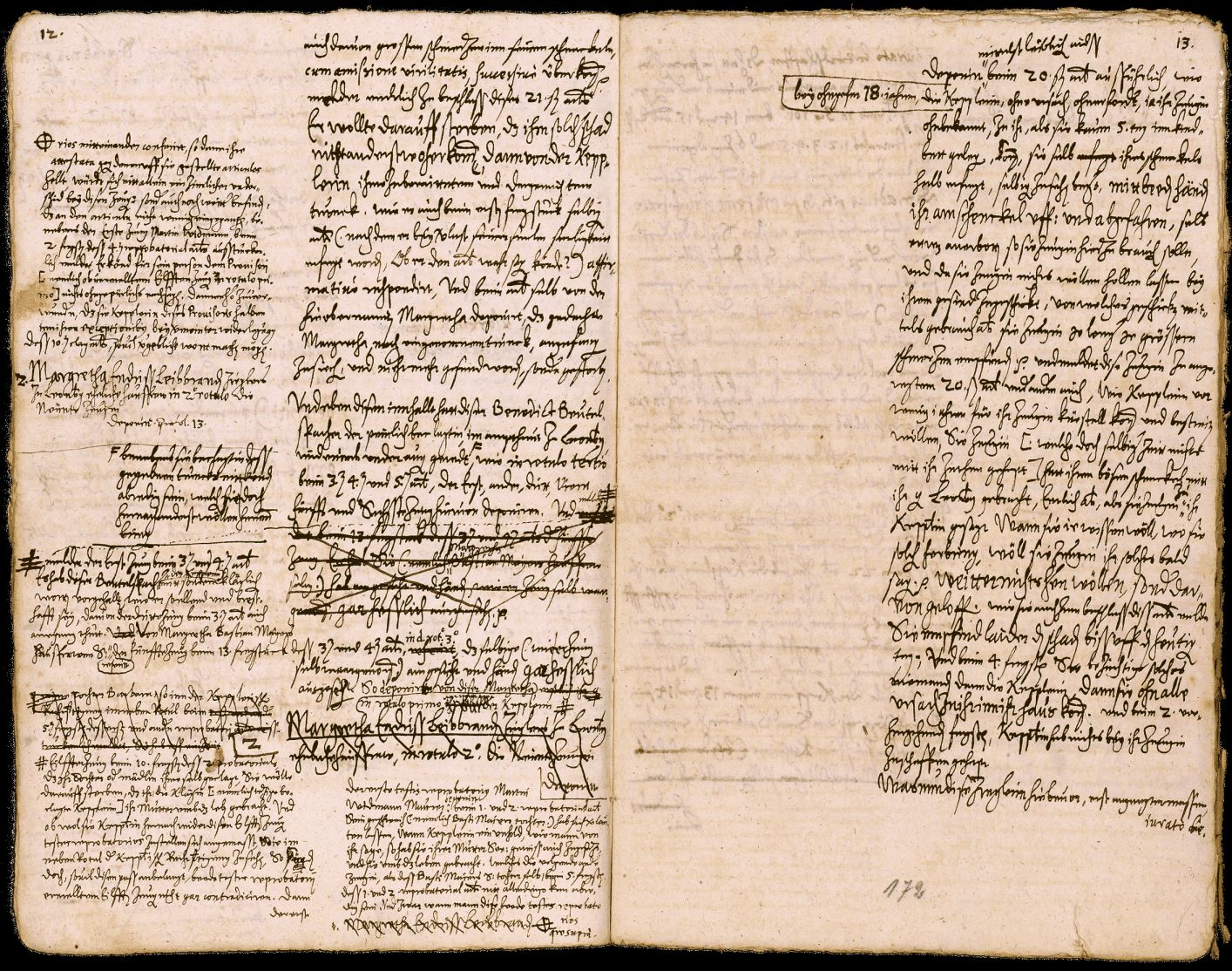
Zeugenverhör aus dem Protokoll des Hexenprozess gegen Katharina Kepler (Hauptstaatsarchiv Stuttgart), 14. Juli 1621

Es dauerte noch eineinhalb Jahre, bis die 280 Seiten umfassende Anklageschrift fertiggestellt und vom Amtsschreiber Nördlinger vorgelegt worden war. Es war ungewöhnlich, dass in einem Hexenprozess ein Verteidiger zugelassen wurde. Dabei kam Johannes Kepler ein juristisches Gutachten der Universität Tübingen zu Hilfe, das wohl auf seinen Studienfreund Christoph Besold zurückgeht. Er holte seine Mutter zwischenzeitlich im Dezember 1616 zu sich nach Linz in Oberösterreich, sie kehrte aber zurück. Katharina Kepler wurde am 7. August 1620 im Pfarrhaus in Heumaden verhaftet und nach Güglingen gebracht, der peinliche Gerichtstag fand am 20. August 1621 statt. Katharina Kepler erschien laut Protokoll „leider mit Beistand ihres Sohnes Johann Kepler, Mathematici“. Zwei starke Männer bewachten Tag und Nacht die 73-jährige Frau. Für die Kosten hatten die Angeklagte und ihre Angehörigen aufzukommen. 14 Monate lag sie in Ketten, und die Akten ihres Prozesses häuften sich zu Bergen.
Als ihr schließlich die Folterinstrumente gezeigt wurden, um sie zu einem Bekenntnis zu zwingen, blieb sie standhaft: „Sie hat gesagt, man mache mit ihr, was man wolle, und wenn man ihr auch jede Ader aus dem Leibe herausziehen würde, so wüsste sie doch nichts zu bekennen … sie wolle auch darauf sterben; Gott werde nach ihrem Tode offenbaren, dass ihr Unrecht und Gewalt geschehen“.

### Freispruch & Tod

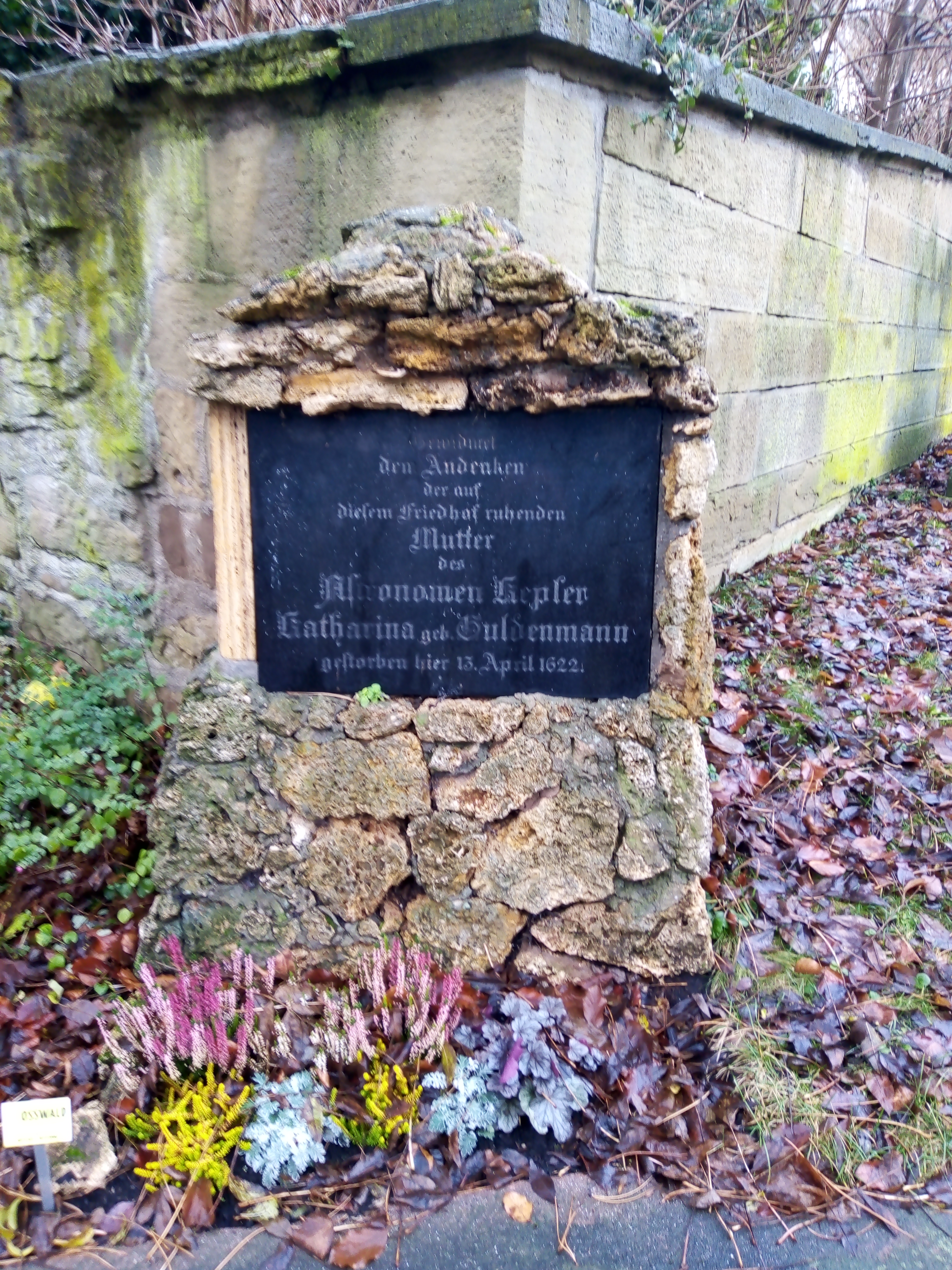
Gedenkstein auf dem Friedhof Seestraße in Leonberg

Im Oktober 1621 konnte ihr Sohn Johannes Kepler ihre Freilassung durchsetzen. Der Prozess endete mit einem Freispruch. Sechs Monate nach Ende des Prozesses, im April 1622, starb Katharina Kepler vermutlich in Roßwälden. Ihr Begräbnisort ist urkundlich nicht nachgewiesen.

## Rezeption
Obwohl der Hexenprozess gegen Katharina Kepler einer der am besten dokumentierten Fälle in Deutschland war, bekam er wenig Aufmerksamkeit in der Forschung. Lange wurde Katharina Kepler als alte, hexenartige Frau dargestellt. Die Biografie der Historikerin Ulinka Rublack „Der Astronom und die Hexe“ änderte das. Ihre Arbeit revidierte nachhaltig die bisherige Betrachtung und gibt eine neue Sichtweise auf den Fall Kepler. So gibt die Biografie Auskunft darüber, dass der Vogt von Leonberg von Beginn an die rechtlichen Vorgaben ignorierte und nach seinen eigenen Interessen handelte. Keplers Verteidigung war insofern bahnbrechend, als sie den juristischen Argumenten gemäßigter Rechtsgelehrter zur Hexenjagd in allen Einzelheiten folgte.

## Nachwirken
- Die Gemeinde Eltingen errichtete 1937 in der Carl-Schmincke-Straße einen Brunnen und 2022 ein Denkmal zur Erinnerung an Katharina Kepler.[15][16]
- Katharina Kepler ist eine der Hauptfiguren in Paul Hindemiths Oper Die Harmonie der Welt (1957 uraufgeführt).
- Helmut Jasbar hat die Geschichte von Katharina und Johannes Kepler 2017 in der musikalischen Erzählung Ewigkeit für Anfänger musikalisch verarbeitet.
- 2021 wurde die Musical-Oper Katharina Kepler, die sich um ihren Hexenprozess dreht, in Pforzheim uraufgeführt. Das Theater Pforzheim hatte die Oper bei dem Komponisten Volker M. Plangg in Auftrag gegeben.[17]